# 秋田県道324号大館能代空港東線
秋田県道324号大館能代空港東線（あきたけんどう324ごう おおだてのしろくうこうひがしせん）は、秋田県北秋田市内を通る一般県道である。

## 概要
大館能代空港から空港入口交差点を右進、ゆるやかにカーブをしながら坂を下ってトンネルを抜け、北秋田市中屋敷字林台に至る。大館能代空港へのアクセス道路として建設された。秋田県道325号大館能代空港西線・能代方面から連続し、終点・小森交差点では高架橋で国道285号大館市方面に連続する。国道105号と国道285号北秋田郡上小阿仁村・南秋田郡五城目町方面へはランプで接続する。

### 路線データ
- 総延長 : 2.739 km[2]
- 実延長 : 2.739 km[2]
- 起点 : 秋田県北秋田市脇神字葈岱（からむしたい）21番9（大館能代空港）[3]北緯40度11分46.8秒 東経140度22分25.7秒
- 終点 : 秋田県北秋田市中屋敷字林台34番1（国道105号・国道285号交点、小森交差点[4]）[3]北緯40度11分17.1秒 東経140度24分15.8秒
- 未供用区間 : なし[2]

## 歴史
- 1998年（平成10年）4月21日 - 秋田県道324号あきた北空港東線として秋田県道に認定される[3]。
- 2012年（平成24年）4月1日 - 路線名をあきた北空港東線から大館能代空港東線に変更し[5]、同時に愛称を廃止する。

## 路線状況

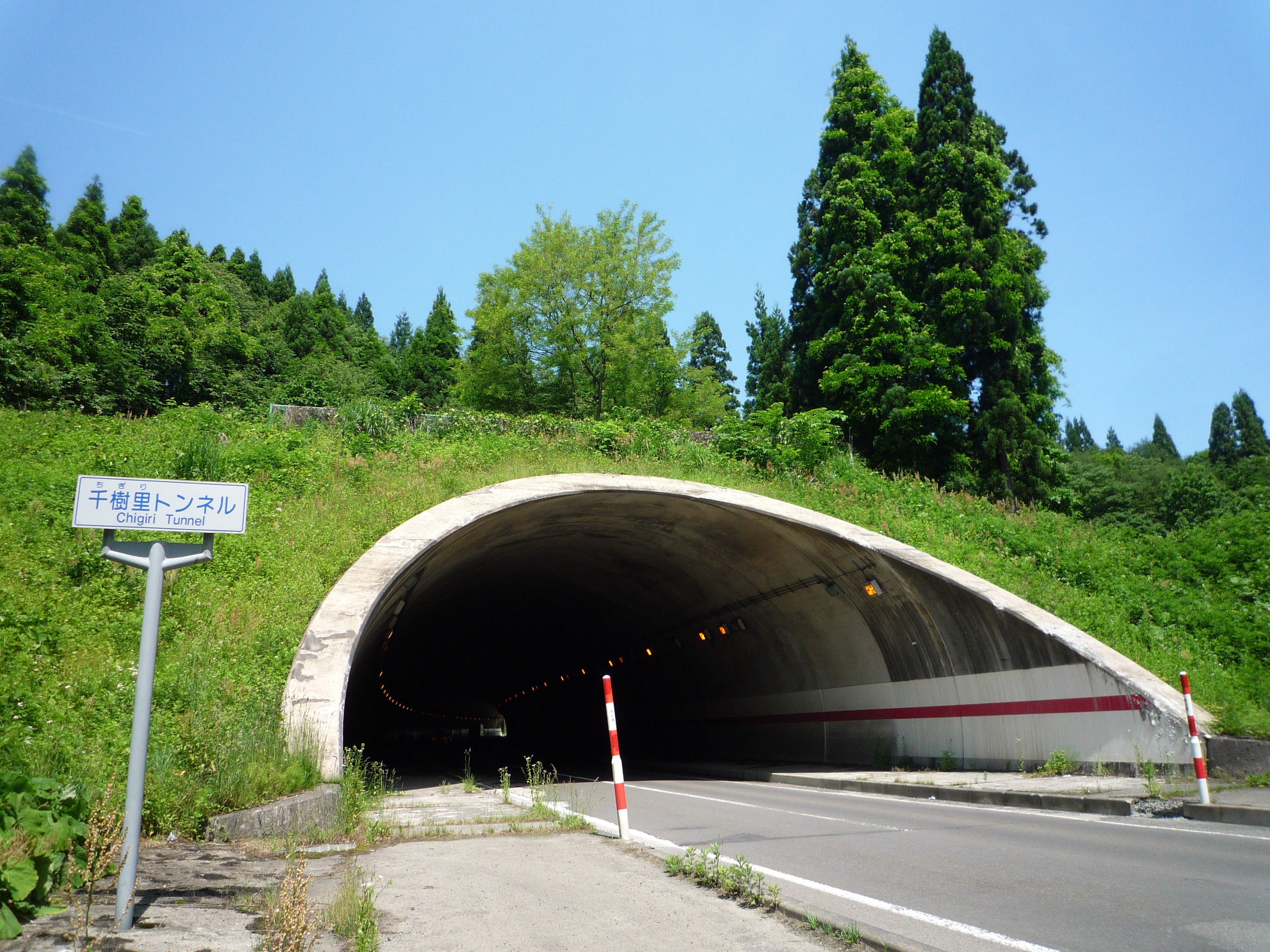
千樹里トンネル

開通当時から県道325号とともにあきた北エアポートラインの愛称がついていたが、路線名を大館能代空港東線に変更すると同時に愛称がなくなった。

### 重複区間
- 秋田県道325号大館能代空港西線（北秋田市脇神字葈岱・起点 -同市脇神字ハケノ下・空港入口交差点）約180m[2]

### 冬期閉鎖区間
- なし[7]

### 交通不能区間
- なし[8]

### 道路施設
トンネルが1 (293 m)、橋梁が4 (707 m)存在する。

#### 道の駅
- 道の駅大館能代空港

## 地理
事業中の鷹巣大館道路（国道7号）の大館能代空港ICが接続されるまでは、本県道と国道285号を経由する経路が大館市南部・鹿角市・東北自動車道方面への最短路線である。

### 交差する道路

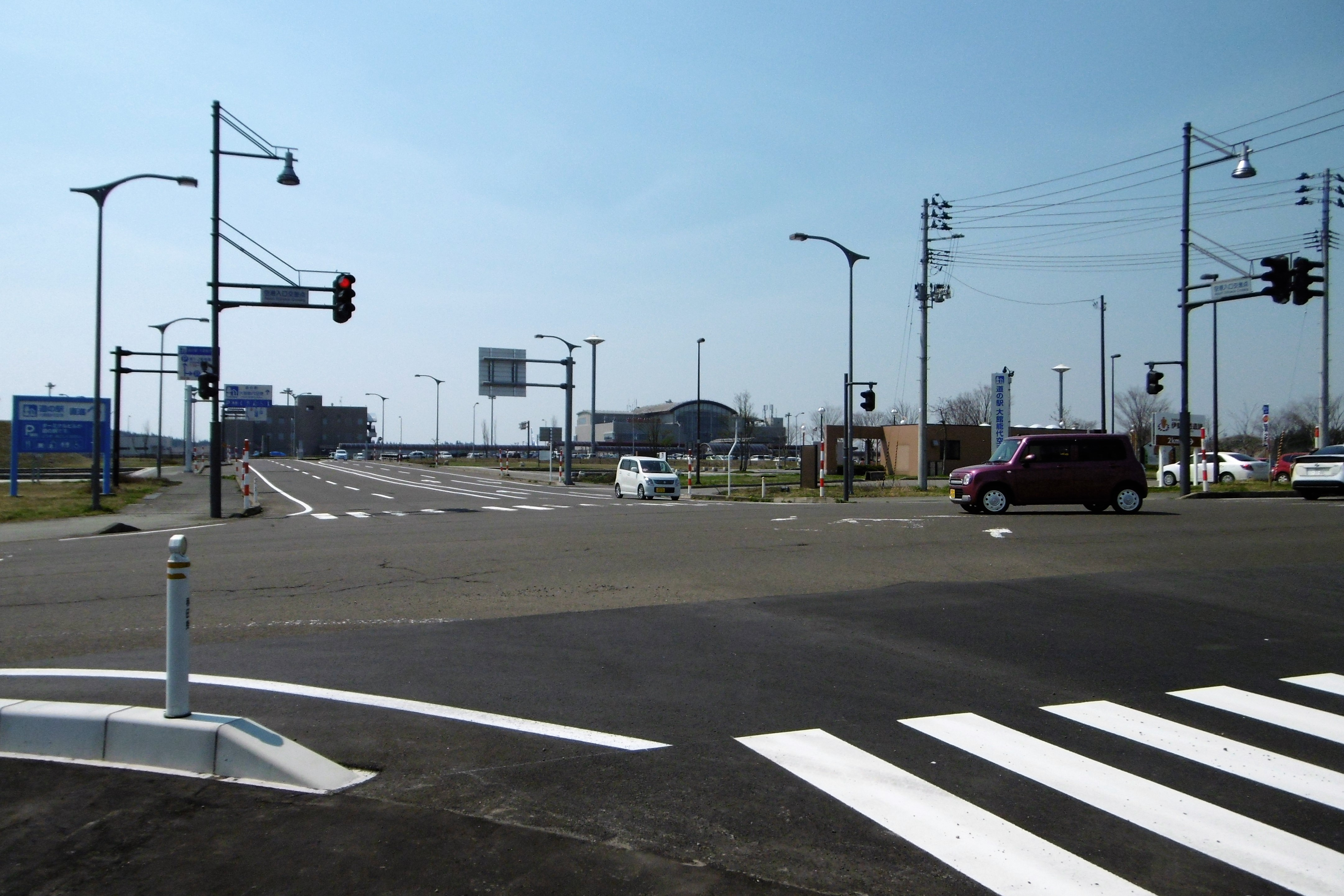
空港入口交差点
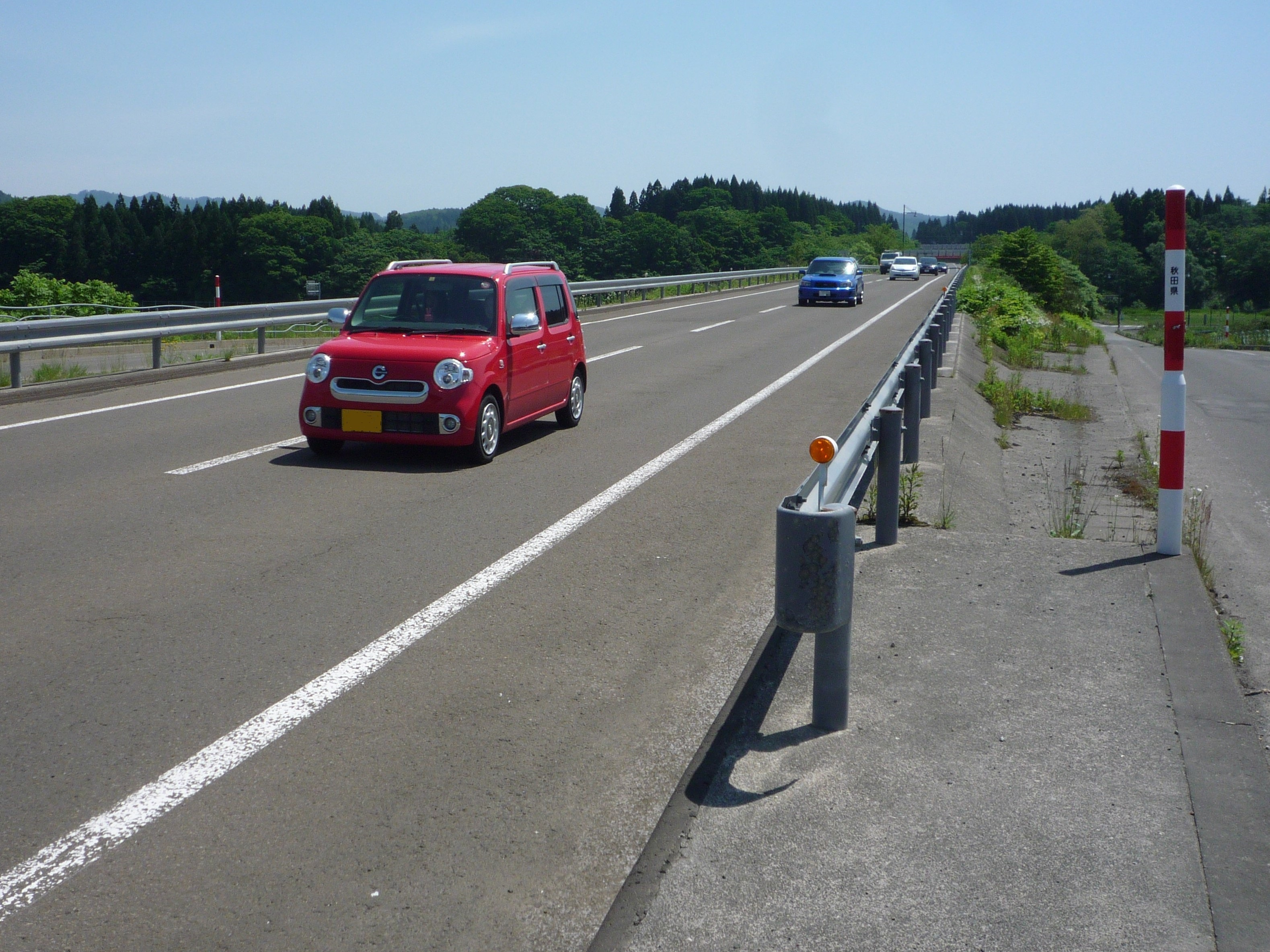
小森交差点 高架橋上

| 施設名                           | 接続路線名                                    | 備考                         | 所在地                                                       |
| -------------------------------- | --------------------------------------------- | ---------------------------- | ------------------------------------------------------------ |
| 大館能代空港 道の駅大館能代空港  |                                               | 起点 県道325号起点           | 北秋田市脇神字葈岱                                           |
| 空港入口交差点 道の駅・第3駐車場 | 秋田県道325号大館能代空港西線                 | 県道325号 能代市方面から連続 | 北秋田市脇神字ハケノ下北緯40度11分51.9秒 東経140度22分26.8秒 |
| 大館能代空港IC                   | E7 秋田自動車道・県道325号                    |                              | 北秋田市脇神字ハケノ下                                       |
| 小森交差点 （ランプ）            | 国道105号 （=国道285号・上小阿仁村方面 重複） | 文献上の終点                 | 北秋田市中屋敷字林台                                         |
|                                  | 国道285号・大館市方面                         | 終点                         | 北秋田市小森                                                 |
| 国道285号・大館市方面へ連続      |                                               |                              |                                                              |

- 空港入口交差点
- 小森交差点 高架橋上

### 沿線の施設など
- 大館能代空港